# Leah Ray
Leah Ray Werblin (Norfolk (Virginia), 16 februari 1925 - Rumson, 27 mei 1999) was een Amerikaanse zangeres uit het bigband-tijdperk en actrice.
In de jaren '30 zong ze bij de orkesten van Tommy Dorsey en Phil Harris. Ze acteerde in een tiental Hollywood-films, waaronder 'Going Spanish', een niet erg succesvolle komedie uit 1934, waarin Bob Hope debuteerde. Ze was getrouwd met David (Sonny) Werblin, die onder meer vicepresident was van Music Corporation of America, president van de New York Jets en voorzitter van Madison Square Garden.
- Biblioteca Nacional de España: XX1536833
- Gemeinsame Normdatei: 1333352638
- International Standard Name Identifier: 0000 0000 5939 2193
- Library of Congress Control Number: no89006208
- SNAC: w6b69zpz
- Virtual International Authority File: 68485081
- WorldCat: E39PBJbxy6BpHWmJK9gvfKJ4bd